# トレーススケジューリング
トレーススケジューリングは、コンピュータのプログラムに使用される
コンパイラで使用される最適化技術のひとつである。
コンパイラは、早く実行するために機械語を並べ替えることで、プログラムのパフォーマンスを改善することができる。
トレーススケジューリングは、よく知られたそれを行う手法のひとつである。
トレーススケジューリングは、最初はVLIWマシンのために開発されたが、
いまでは全体のコードの動きを最適化する手法のひとつである。
それは、あるループをループ展開や静的な分岐予測を使用して、シーケンシャルな一直線に実行されるコードに変換することで機能する。
そのプロセスは、分岐しないでもっとも起こりそうな命令列とトレースから抜けるハンドラーとを区別しながら行う。